# Okskaya Nunatak
Okskaya Nunatak är en nunatak i Antarktis. Den ligger i Östantarktis. Norge gör anspråk på området. Toppen på Okskaya Nunatak är 2 295 meter över havet.
Terrängen runt Okskaya Nunatak är platt åt nordost, men åt sydväst är den kuperad. Trakten är obefolkad. Det finns inga samhällen i närheten. 